# Aerob obligatoryjny
Aerob obligatoryjny (bezwzględny tlenowiec, ścisły tlenowiec) – rodzaj aeroba, organizm, który rośnie jedynie w obecności tlenu. Organizmy te pozyskują energię, utleniając takie związki jak cukry bądź tłuszcze w procesie oddychania komórkowego, do czego wykorzystują tlen z otaczającego je środowiska.
Taką strategię metaboliczną przyjmuje większość zwierząt, rośliny, część grzybów, pierwotniaki, sinice oraz część bakterii. Przykładem bakterii są m.in. bakterie nitryfikacyjne, bakterie przeprowadzające fermentację octową, Nocardia (G+), Pseudomonas aeruginosa (G-), Mycobacterium tuberculosis (kwasooporna), większość laseczek z rodzaju Bacillus (G+).